# Pueblo costarricense

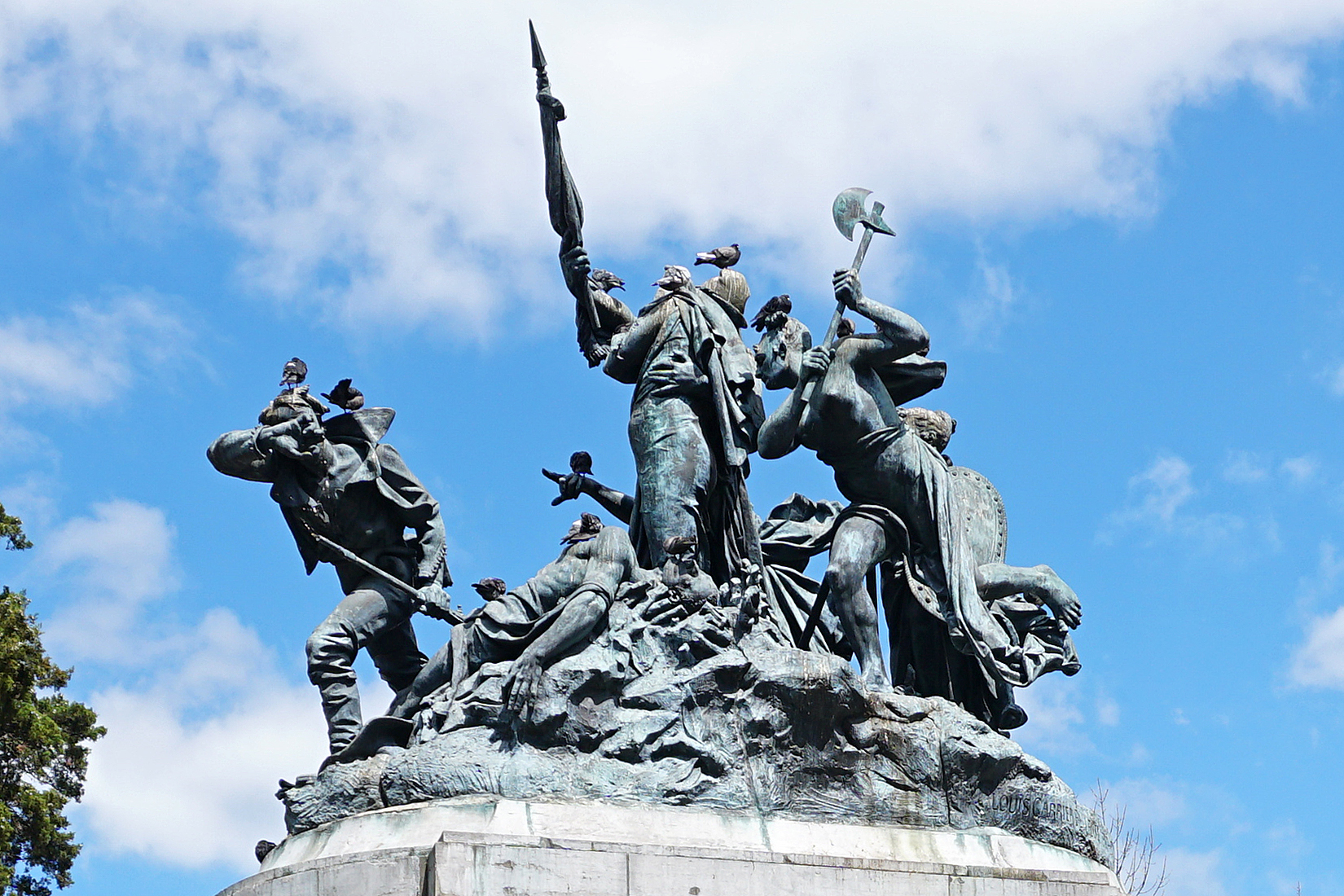
Monumento Nacional de Costa Rica a los héroes de la Campaña Nacional de 1856-1857.

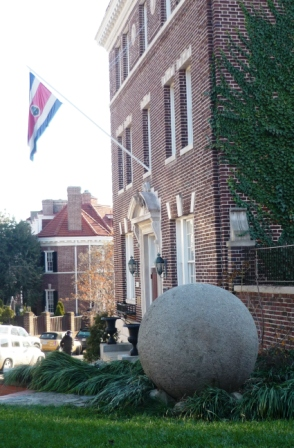
Esfera precolombina de piedra ubicada en la embajada de Costa Rica en Washington (EE. UU.) como símbolo de identidad nacional.

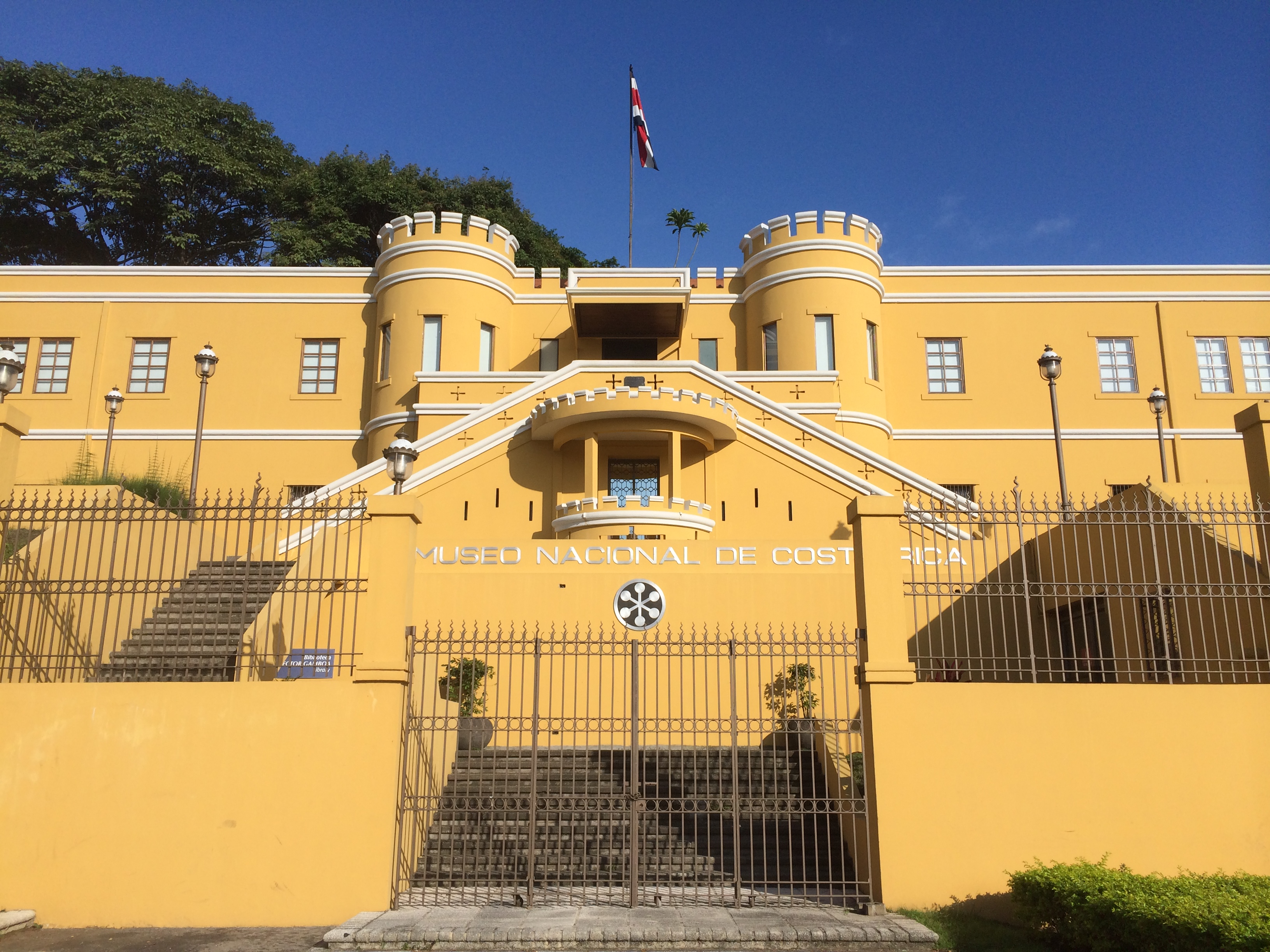
Cuartel Bellavista (ahora Museo Nacional) visto desde la Plaza de la Democracia, símbolos de la abolición del ejército en 1948

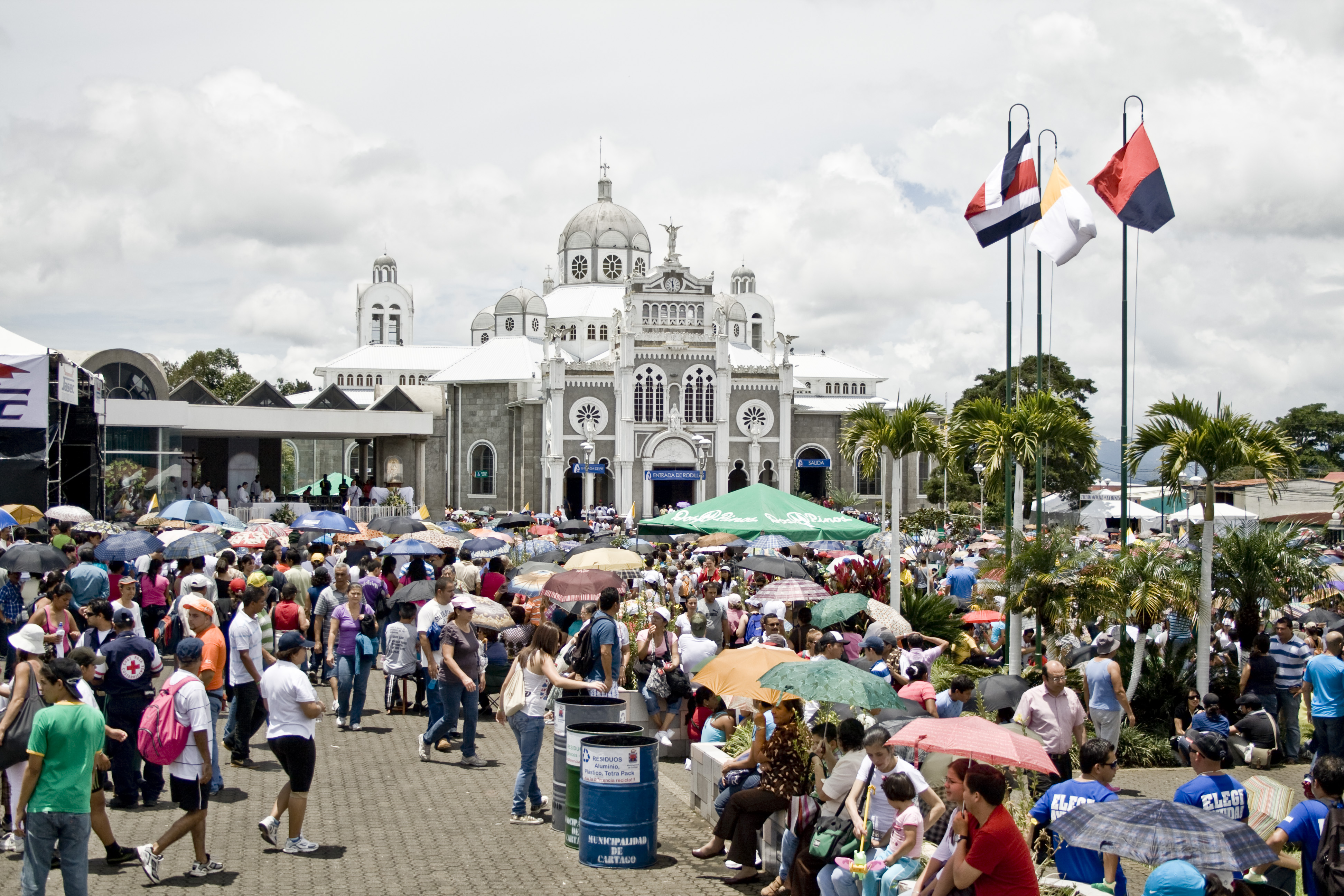
La romería a Cartago, referente del realismo mágico de la cultura tica en cuanto a la protección divina.

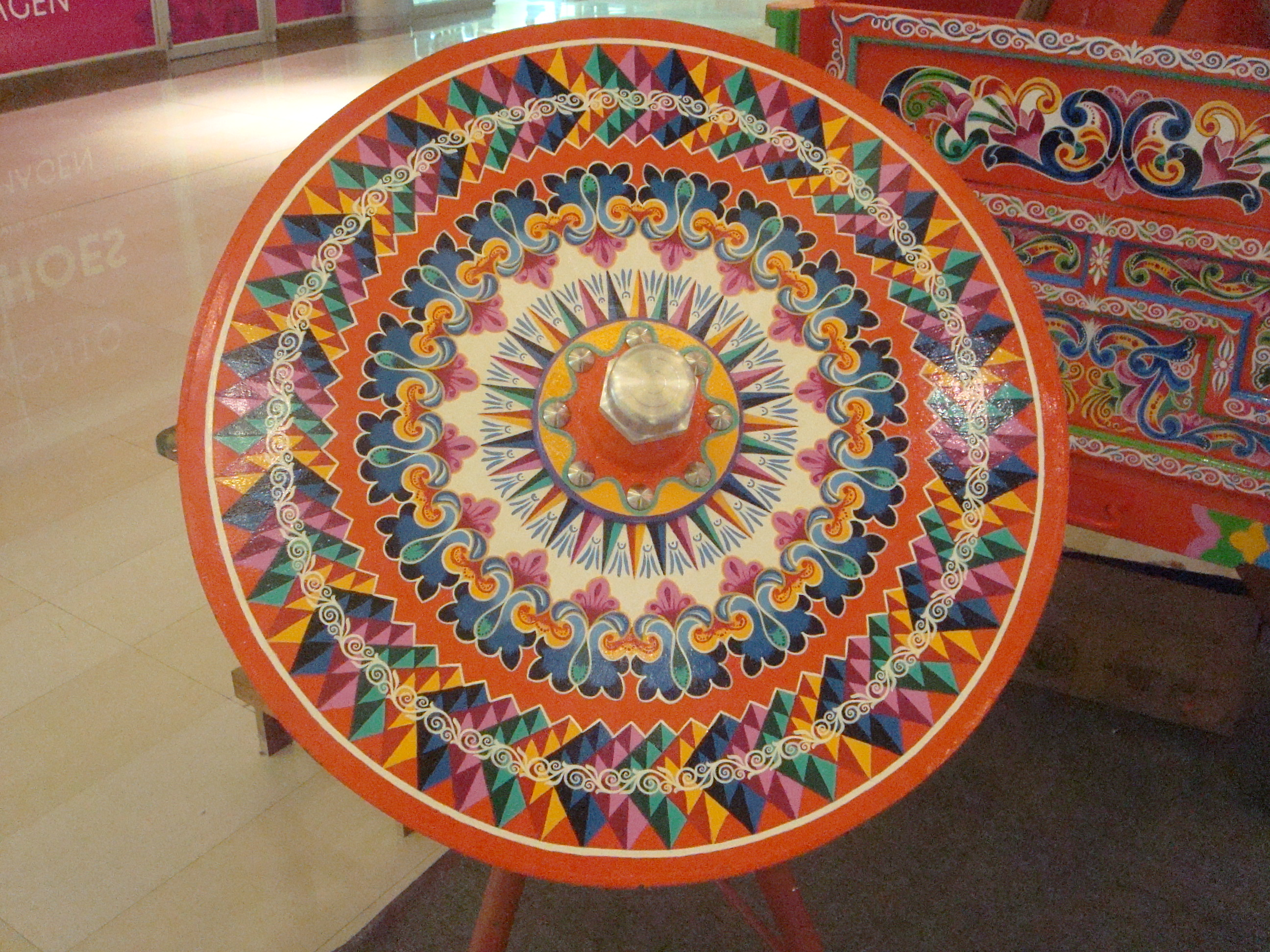
Rueda de carreta típica, ejemplo del arte estilizado basado en la colorida y abundante biodiversidad tica.

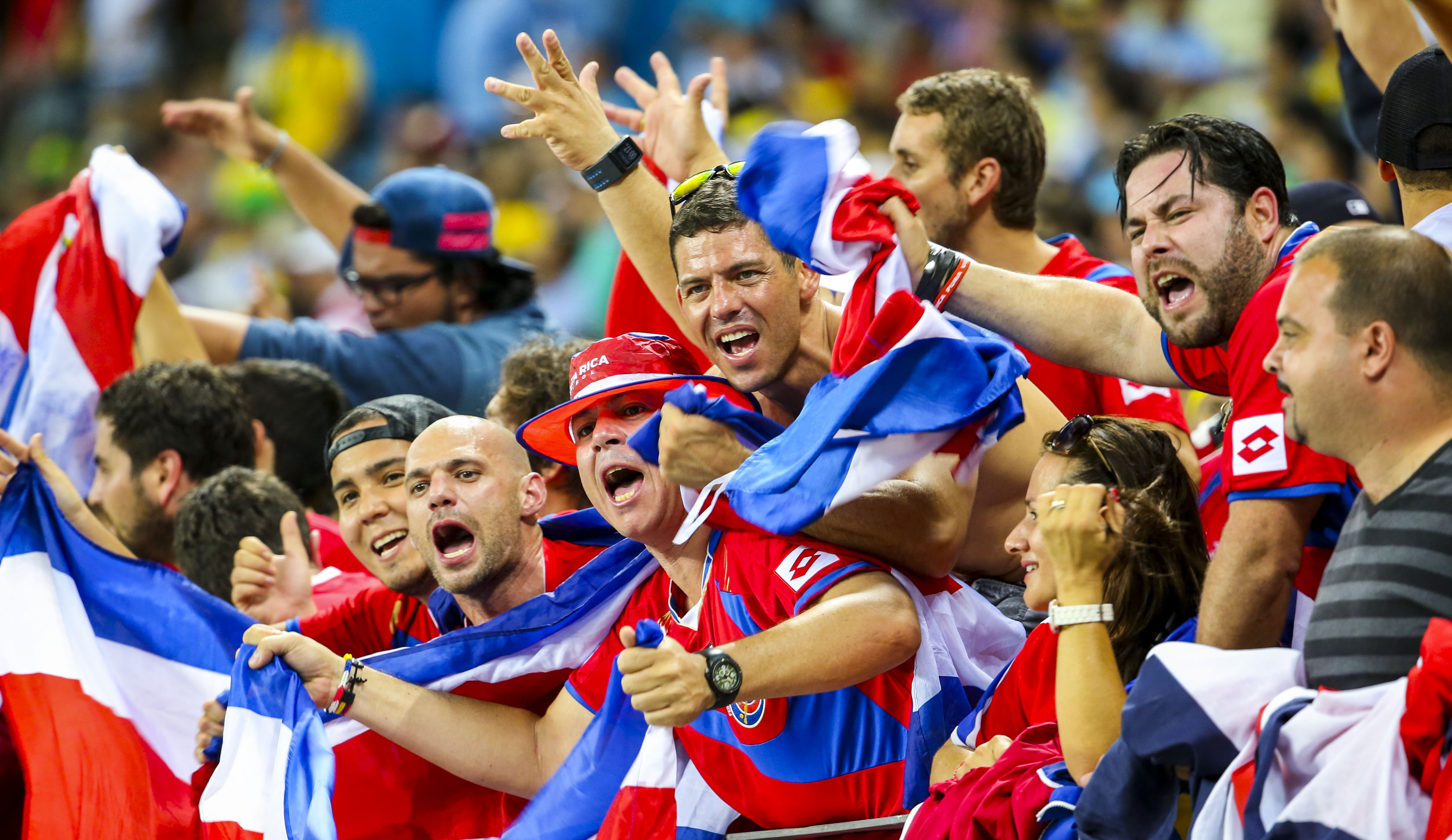
Ticos celebrando como "mata-gigantes en Brasil 2014".

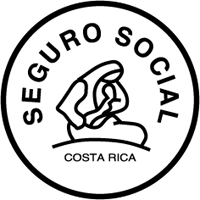
Logotipo de la CCSS, servicios de salud de alta calidad para todos pagados solidariamente proporcionalmente a su salario. Iniciativa conjunta de Manuel Mora, líder comunista y Monseñor Sanabria, líder de la Iglesia católica en 1941, y principales gestores de las Garantías Sociales y del Código de Trabajo (1943)

La Identidad nacional de Costa Rica es el conjunto de signos y señas que a modo de tejido sinérgico pueden definir la personalidad tica, el conjunto de rasgos singulares con que los ticos se sienten satisfechos y orgullosos que los caractericen, como sentimiento de empatía por su entorno natural, social y nacional. Los acontecimientos más notables de un pasado que se extiende por más de diez mil años, acaban formando parte de la conciencia colectiva de los costarricenses.

## Identidad
Además del factor histórico, la identidad del costarricense tiene un conjunto de elementos que lo definen: sus tradiciones, idiomas, gastronomía, héroes, leyendas, mitos, símbolos y todo aquello que está presente en lo cotidiano y es considerado genuino de la nación. Como dijo Jacques Le Goff  "...en el punto de unión entre lo individual y lo colectivo, entre el tiempo de larga duración y el cotidiano, entre lo inconsciente y lo intencional, entre lo estructural y lo coyuntural, entre lo marginal y lo general."

## Historia y características
Desde mucho antes de la llegada de los españoles ya los pobladores de esta región mesoamericana tenían elementos básicos para la forja de la identidad: era conocida como “el país de las esferas de piedra” y un sitio de grandes sabios (Guayabo)  punto de encuentro entre las culturas del norte y el sur del continente, así como contar con la presencia de valientes y respetados caciques como Garabito, Quepoa, Coyoche, Suerre, Barbac, Cocorí, Camaquiri y Presbere, entre otros.
Ya al inicio de la colonización española se tenía conciencia del espacio geográfico que enmarcaba a la sociedad costarricense, al menos en los pueblos y villas se hablaba un mismo idioma, se practicaba la religión católica por toda la población blanca y mestiza y la evangelización continuaba avanzando con los indígenas, y se tenía conciencia de pertenecer a una misma raza y cultura cristiana, lo cual en ese momento era lo políticamente correcto.
Como puente cultural y biológico debido a su condición geográfica de ser una franja angosta de tierra que sirve de puente entre dos grandes masas continentales (América del Norte y América del Sur) y de cara al Archipiélago del Mar Caribe, desde sus orígenes geológicos ha visto pasar a múltiples viajeros de diversas culturas, complementado por el trasiego biológico riquísimo y bidireccional que ha dejado y sigue dejando sus huellas (mayas, aztecas, olmecas, incas, chibchas, etc. así como las recientes migraciones africanas), plasmadas en un amplio endemismo biológico y cultural, así como la aceptación natural de extraños y las novedades en costumbres y tecnología que aportan, han coadyuvado una identidad donde lo novedoso y ajeno le es natural. Esto es propio de las identidades forjadas en la condición de puente geográfico y que se diferencia en forma notoria de aquellas formadas por su condición de isla.
Entre otros elementos objetivos que se fueron desarrollando a partir de la independencia nacional en 1821, destacan:
El pacifismo, los antepasados al no tener que luchar militarmente en contra del Imperio Español y debido a la pobreza de la región, no desarrollaron un espíritu de lucha y más bien optaron por convivir en paz. Es por eso que llama mucho la atención que el primer ordenamiento jurídico fuera llamado el Pacto de la Concordia, en el cual se declaraban los derechos y las libertades de los costarricenses,  y que el primer jefe de Estado, Juan Mora Fernández, fuera un educador y no un caudillo militar. El pacifismo se reforzó ya que se había consolidado las pequeñas fincas familiares como modo de vida y subsistencia siguiendo el modelo gallego en contraposición al modelo latifundista y mano de obra esclava, que predominó en la colonización de otras latitudes.
Este elemento identitario se fue consolidando a través de la percepción mundial, como la mostrada por el ilustre líder y académico, el expresidente de Uruguay, Julio María Sanguinetti que sintetizó: “Donde haya un costarricense, esté donde esté, hay libertad”.
Respeto a las libertades y derechos del individuo. Inspirados en el liberalismo ilustrado francés concibieron una sociedad libre, racional y responsable ante sí misma y las demás, sin esclavitud, y en donde los derechos civiles, la salud y la educación se convierten en los pilares del desarrollo. Fue relevante la histórica negación de los indígenas a ser esclavizados y la notable actitud de que los colonizadores que se quedaron en Costa Rica, decidieran trabajar por sí mismos, siendo relevante la presencia entre ellos de ascendientes de gallegos y judíos, que traían una mentalidad muy diferente de la depredadora y abusiva que caracterizaba a los provenientes del sur español.
La igualdad de los ciudadanos, garantizada por las leyes constitucionales, derivó otro elemento de la identidad nacional: un sentimiento de igualdad que nacía no de las diferencias de clase socioeconómica, sino de un sentimiento de que todos eran iguales ante la ley. Este elemento, que es un fenómeno muy particular de la sociedad costarricense, fue producto de la gran movilidad social existente y la vida cómoda de subsistencia y de la nula capacidad de exportación, interpretada externamente como pobreza generalizada de la región. Esta actitud se ha consolidado en el imaginario colectivo desde sus inicios al autodenominarse "igualiticos" como los rayos de una esfera, deviniendo en su gentilicio alternativo como "ticos" que lo llevan con orgullo y reconocimiento internacional. Cotidiamente se refleja en hechos como que es normal observar que los patronos ticos comen y departen con sus empleados y servidumbre o en la irreverencia general hacia el protocolo y las apariencias de superioridad.
Sentimiento de superioridad  ante otras sociedades vecinas. El costarricense comenzó a ser visto y por lo tanto a sentirse diferente al resto de los centroamericanos: el desarrollo educativo,  económico, social y político, enmarcado en la paz, la igualdad y la libertad desarrolló un sentimiento de superioridad ante las cruentas y paupérrimas situaciones vividas por los países vecinos. Superioridad que se ve reforzada por la predominancia de la piel blanca del costarricense y en la poca población indígena y negra, así como su aceptado mestizaje.  Una predominante mayoría de los ticos hace alarde de su malicia y valentía indígena, tanto como la fortaleza de la raza negra que lleva en sus genes. Llama la atención que cotidianamente algunos ticos físicamente rubios dicen ser negros.
A partir de 1882 con la ideología liberal, se modeló la identidad nacional como parte fundamental de un proyecto de Estado.  Se presentó un proyecto de sistematización por parte del Estado.
El sentido de heroísmo  es uno de los elementos que más incide en la formación de la identidad nacional al haber compartido la imborrable experiencia histórica de la Campaña Nacional de 1856; se promovieron héroes, que en sí representan lo mejor del pueblo y son fuente de inspiración para los adultos y ejemplo a la juventud, en este proceso la figura de Juan Santamaría fue primordial; un labriego sencillo que da la vida para evitar un futuro de esclavitud, que además cariñosamente le llamaban “el Erizo” por su piel morena y pelo ensortijado, que luego le llamaron “el Coco” como se le llamaba al más valiente del barrio, y tal fue su importancia que al principal contacto con los demás países se le llamó Aeropuerto Internacional El Coco.
Además dio el comienzo del rescate de las costumbres y tradiciones, es el inicio del costumbrismo en las artes y la literatura nacional; se elaboraron los primeros mapas oficiales del país. 
A partir de 1882 con la ideología liberal, se modeló la identidad nacional como parte fundamental de un proyecto de Estado.  Se presentó un proyecto de sistematización por parte del Estado.
En épocas contemporáneas se han dado otros hitos que han venido a reforzar esa creencia de la de valentía genética que raya en la intrepidez irreverente, donde destacan hechos como la declaración de guerra a la Alemania de Hitler con el resultado de que el 2 de julio de 1942, un submarino presuntamente alemán torpedea el vapor costarricense San Pablo en el muelle de Limón, matando a 24 obreros costarricenses y dejando una treintena de heridos. Incluso el fútbol contribuye a tal actitud como por ejemplo en la Copa Mundial de Fútbol de 2014 cuando fue denominado por la prensa internacional como Costa Rica el matagigantes al quedar y vencer invicto en el "Grupo de la Muerte" contra 4 excampeones mundiales: clasificó en primer lugar del grupo D tras ganar 1-3 ante Uruguay,  se encuentran los resultados de los cinco partidos jugados por la Selección Nacional de Costa Rica en Brasil 2014 por 0-1 frente a Italia y empatar 0-0 ante Inglaterra. En la siguiente fase (octavos de final), los costarricenses empataron ante Grecia y ganaron en la serie de penales 5-3. Por último, fueron eliminados ante Países Bajos después de empatar 0-0 y ser eliminados 4-3 en penales. Incluso Maradona tuvo que disculparse públicamente por haber dicho que "de haber sido Costa Rica, me hubiera suicidado" de previo a los encuentros.
La actitud solidaria  se consolidó a partir de 1948 con el ascenso al poder de nuevos grupos sociales, con proyectos y orientaciones novedosos en torno al papel del Estado en la sociedad y la economía costarricense y con el inicio de una serie de exitosas reformas de repercusión internacional, especialmente orientadas a la solidaridad social, como la Caja Costarricense del Seguro Social, Código de Trabajo (salud y trabajo garantizados solidariamente con igualdad)  y la nacionalización bancaria y de seguros (el dinero generado por el pueblo redituando para el pueblo). Recientemente, en el 2006 se promulgó la Ley de Asociaciones Solidaristas como oficialización de una iniciativa tica como alternativa al decadente prestigio del sindicalismo. Pero esto tiene como antecedentes la unión indígena para la defensa de sus territorio y creencias y luego en la conformación de la sociedad agrícola en la etapa colonial para enfrentar las carencias y luego durante la consolidación republicana durante los gobiernos de Juan Rafael Mora y Braulio Carrillo, donde la salud, educación y cultura tuvo una especial atención para su acceso general y subencionada por todos.
La vocación pacifista, para el costarricense su pacifismo y su democracia son ejemplos ante el mundo, que las otras sociedades deben imitar. Nunca tuvieron tal impacto internacional como en la década de los 80, cuando el presidente Óscar Arias (1986-1990) en la época de la peor crisis centroamericana, con guerrillas en todos los demás países y una violencia sin igual, plantea el reconocido Plan de Paz para Centroamérica, y contra todo pronóstico tiene tal éxito que le merece el Premio Nobel de la Paz. Esta actitud ha sido celebrada y enaltecida en canciones de famosas agrupaciones musicales internacionales como la Sonora Santanera y en casi todos los himnos patrios y cancioneros populares.

La relevante negativa de Costa Rica a gobernar Centroamérica por la fuerza tiene tres antecedentes significativos en el sentido de la vocación pacifista costarricense, queda patente en lo relatado por el periodista y escritor Armando Vargas Araya, cuando en dos ocasiones y con 130 años de diferencia, el presidente de turno en Costa Rica, declina ser “el dictador de Centroamérica” por ofrecimiento del gobierno de los Estados Unidos que incluían armas,  dinero y soporte militar ilimitados, para “apaciguar” la convulsa Centroamérica mediante otro dictador latinoamericano más patrocinado por EUA, como otros dos intentos de consolidar la Doctrina del Destino Manifesto: "América para los Americanos”. En el primer caso Juanito Mora después de derrotarlos declina la oferta aclarando que “jamás derramaría ni una gota de sangre para alcanzar tal poder”, en 1982 durante su presidencia el agricultor Luis Alberto Monge Álvarez les parodia indicando: “Soy un luchador democrático y ni siquiera como hipótesis puedo concebir la dictadura”. La otra ocasión se dio con la gesta popular de 1842 donde hizo frente al poder del salvadoreño Francisco Morazán, impulsada por la heroína Pancha Carrasco que instigó al pueblo para que les presentaran batalla, con lo cual estalló un movimiento popular que acabó con el gobierno de Morazán que pretendía por las armas unir a Centroamérica.
Otro referente contemporáneo que refuerza esta actitud y que es reconocida mundialmente, fue la abolición del ejército de Costa Rica, después de la Revolución de 1948 por el presidente José Figueres Ferrer, después de derrotar por las armas a un gobierno ilegítimo, procediendo a erradicar el ejército, fortalecer la educación con ese ahorro, nacionalizar la banca, los seguros y la salud, entre otros proyectos que relanzaron la economía y cultura del país.
"Premiados por la variedad y belleza de sus paisajes y mujeres" es una reiterada catalogación de los visitantes de esta región, insistencia que data desde el mismo Cristóbal Colón en su arribo en 1502, que lo han cantado en tono mítico en su himno nacional y canciones populares (incluidos de autores extranjeros, y exaltado en poesías, novelas y teatro junto a la legendaria belleza de las ticas. También le ha llevado a ser un referente mundial como poseedor de alrededor del 10% de la biodiversidad mundial con tan solo 51.000km2 y un 35% de su territorio dedicado a Áreas de Conservación privadas y públicas, haciéndolo acreedor de uno de los primeros lugares como destino mundial del ecoturismo.
"Siempre libre ostentando alegría" como lo reza La "Patriótica Costarricense" uno de los himnos escolares más cantados, tuvo su reconocimiento mundial reiterado como el país más feliz del mundo en el Índice del Planeta Feliz (en inglés:Happy Planet Index) que es un índice alternativo de desarrollo, bienestar humano y ambiental. Es publicado por New Economics Foundation (NEF). El índice está diseñado para medir el desarrollo de los países con base en la expectativa de vida, la percepción subjetiva de felicidad y la huella ecológica. 
En cuanto a la calidez y amistad, el estudio Expat Insider 2016 tomó en cuenta a personas de 174 países, que viven en 67 naciones en todo el mundo, el resumen de resultados indica que Costa Rica tiene “gente amistosa y cordial, dispuesta a ayudar, es un buen lugar para hacer nuevos amigos, para establecerse en pareja y tener familia. Además, posee un clima agradable y buenos sistemas de salud y educación.”
“Cuando se les preguntó a las personas cuál era el país que, por sus características, los hacía más felices, Costa Rica ocupó el primer lugar y el segundo país donde resulta más fácil conseguir pareja y establecerse en familia. es el sexto mejor país para vivir, el quinto país con mejor calidad de vida, el noveno con mejor sistema de salud, el décimo con el mejor medio ambiente y el sexto con un clima idóneo.”
El humor y autocrítica es también característica de los ticos como una dialéctica relación permanente en su cosmogonía popular, que por un lado ven su realidad con irreverencia y humor, pero al mismo tiempo con acidez y ansia de superar sus límites actuales, que socialmente se refleja en las publicaciones de periodistas y académicos, que constantemente denuncian que lo hecho no es tan bueno como parece y se presume popularmente, actitud crítica que en el fondo refleja un fuerte deseo de autosuperación.

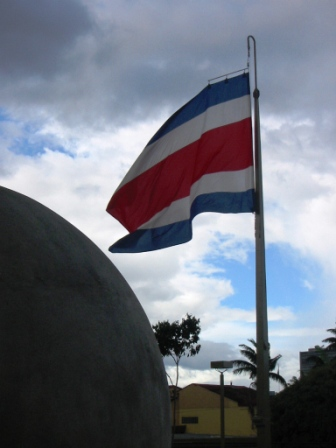
Esferas de piedra y bandera patria: dos íconos en el imaginario colectivo de Costa Rica

## LosIgualiticos
El mito de los Igualiticos es un mito cultural que suele asignarse a la cultura de Costa Rica. El mito parte del supuesto de que la sociedad costarricense es altamente igualitaria y donde las diferencias sociales y las jerarquías son casi inexistentes. Este ha sido señalado por algunos eruditos como una de las bases del nacionalismo costarricense y es un factor que produce orgullo en muchos costarricenses.
Por supuesto, la realidad de esto ha sido cuestionada por estudiosos y académicos de todo tipo. Sin embargo algunos analistas consideran que sí se cumple con ciertos matices. Costa Rica se presta de su larga e ininterrumpida democracia, su sistema de estado de bienestar y su Estado Social de Derecho producto de las Garantías Sociales consagradas en su Constitución que permitieron una gran movilidad social, una de las clases medias más grandes de América Latina y ser uno de los países con menores niveles de pobreza extrema del continente (actualmente uno de los cincuenta países más ricos del mundo y el quinto en Latinoamérica), sin embargo, muchos de estos factores han sido también cuestionados como mitológicos y empañados por distintas condiciones como una gran inequidad y desigualdad y lo que algunos denominan una “oligarquía” de gran poder e influencia, que si bien no llevó al país a un sistema semifeudal como en otras partes de Centroamérica ni se crearon inmensos latifundios, si generó una clase alta rica e influyente entre la burguesía cafetalera y bananera.

### Definición del mito
El concepto general del mito de los igualiticos se origina desde la colonia, cuando supuestamente por ser la provincia más pobre y alejada de la Capitanía General de Guatemala fue casi abandonada por el Imperio español, generando una clase dominante donde “hasta el gobernador debía cultivar la tierra”. Que tan cierto es esto, resulta difícil de definir. Costa Rica tuvo muy poca emigración de aristócratas peninsulares a diferencia de otras regiones vecinas como México y Guatemala y muy pocos de su clase política tras la independencia eran de origen noble. La influencia de la Iglesia también fue menor por el desinterés de las autoridades eclesiásticas en la provincia alejada completamente de los centros de poder político lo que pudo incidir en el predominio de los liberales tras la independencia. 

#### El uso del usted
En español costarricense es común utilizar el ustedeo como parte del lenguaje informal, refiriéndose de usted a personas de confianza como amigos y familiares e incluso mascotas sin que sea un signo de deferencia a alguien a quien se le deba respeto como en otras naciones de habla hispana. Es decir, como equivalente al tuteo o voseo de otros países (ambos de los cuales también se utilizan en el país aunque el voseo es el más común). Algunos han usado justamente esta explicación para este fenómeno; que el término respetuoso del usted (contracción de vuestra merced) se usaba en Costa Rica entre iguales evolucionando a una forma informal de interacción.

#### Relaciones sociales
A partir de una serie de reformas particularmente en los años 40s conocidas como Garantías Sociales (si bien existieron algunos precedentes previos aun bajo la hegemonía liberal) se creó la idea de que el costarricense hijo de obreros o campesinos podía llegar a ser profesional e incluso acumular fortuna sin que los lazos sanguíneos o la clase de nacimiento pudieron impedir enteramente el alcanzar cualquier puesto de la jerarquía social. En efecto la educación pública costarricense fue muy generalizada y el acceso a la universidad incluso para hijos de trabajadores, agricultores y personal no calificado no era imposible. Un número destacable de presidentes, diputados, ministros, científicos e intelectuales han sido de origen humilde, incluyendo figuras como el propio presidente de la República Luis Alberto Monge proveniente de una familia de humildes campesinos o quizás uno de los más recientes, Luis Guillermo Solís, hijo de un zapatero y una maestra. 
Otro aspecto que se destaca es la no creación en Costa Rica de grandes latifundios agrarios, pues las tierras estaban más divididas y muy pocas familias podía decirse que tuvieran enormes plantaciones o propiedades privadas fuera del imperio bananera en la Zona Atlántica dominado por la United Fruit Company (al cual, sin embargo, distintos gobiernos pusieron coto, especialmente tras la Gran Huelga Bananera). Esto repercutió en menores reclamos por la reforma agraria en comparación a países vecinos y en una existencia relativamente menor de cacicazgos terratenientes y su influencia en la política (aunque no del todo inexistente por supuesto).
Las relaciones patrón-obrero han sido señalados por algunos estudiosos como menos jerarquizadas y propias de la irreverencia del tico. En este sentido en Costa Rica no es común que peones o trabajadores se humillen hacia sus patronos o muestren excesivo respeto, ni es común que los patronos por acaudalados que sean exijan muestran desmedidas de pleitesía. Similarmente ocurre con las empleadas domésticas (además de que la extensa clase media costarricense hace que muchos de los patronos pertenezcan a la clase media y media alta), quienes es común que compartan la mesa con las familias a las que sirven. 
Este aspecto se cumple también en las relaciones políticas. El costarricense no tiende a guardar gran respeto o reverencia por los cargos públicos y es común la burla o “chota” hacia los cargos políticos de importancia, incluyendo el presidente y los diputados. Se han dado casos incluso de que hayan sido interrumpidos por manifestantes o personas disconformes con sus gestiones en media ceremonia, aunque casos extremos de irrespeto pueden verse como una ruptura del orden y la cordialidad.

#### La no confrontación
Otro aspecto interesante a menudo señalado es la no confrontación del costarricense. Aunque este se señala como un subproducto del pacifismo culturalmente arraigado. Se dice que el costarricense es poco confrontativo y que no le gusta discutir airadamente ni decirse las cosas directamente, siendo algo taimado en sus relaciones sociales evitando decir críticas directas a las personas de frente. Esta evitación de la frontalidad es en ocasiones mal interpretada por personas de otras naciones donde la confrontación es más común y es vista como una forma de hipocresía. En general es inusual y en ocasiones visto como descortés el decir cosas que pueden considerarse hirientes o críticas a la persona de frente, y usualmente se dicen a sus espaldas o por medios menos personales y canales indirectos. 
Otro aspecto que se señala por algunos observadores es la tendencia del tico de rara vez decir directamente que no, cuando preguntado sobre si algo se puede hacer y la respuesta es negativa, el tico por lo general dice “tal vez, quizás, puede ser, hay que ver” aunque cuando en la práctica está consciente de que es imposible o de que la respuesta debería ser un no rotundo. 

#### El serruchado de piso
“Serruchar el piso” es como se conoce en algunos países de América Latina a demeritar o rebajar a una persona a propósito para quitarle méritos o disminuir sus éxitos. Esta práctica ha sido señalada como común en Costa Rica especialmente cada vez que un tico trasciende, ya sea nacional o internacionalmente. Es muy común su aplicación especialmente hacia políticos, artistas y celebridades, y se dice que busca mantener la homeostasis de esta “igualdad” evitando que alguien “se crezca mucho”. Los extremos de esta actitud han llegado incluso a inferir en el mundo criminal pues informes de organizaciones especialidas mencionan como los grandes carteles del narco evitan formar sucursales en Costa Rica debido a la deslealtad e indisciplina de los propios costarricenses cuyas organizaciones criminales se ven asoladas por peleas por el control y rivalidades internas.

## Héroes oficiales de Costa Rica

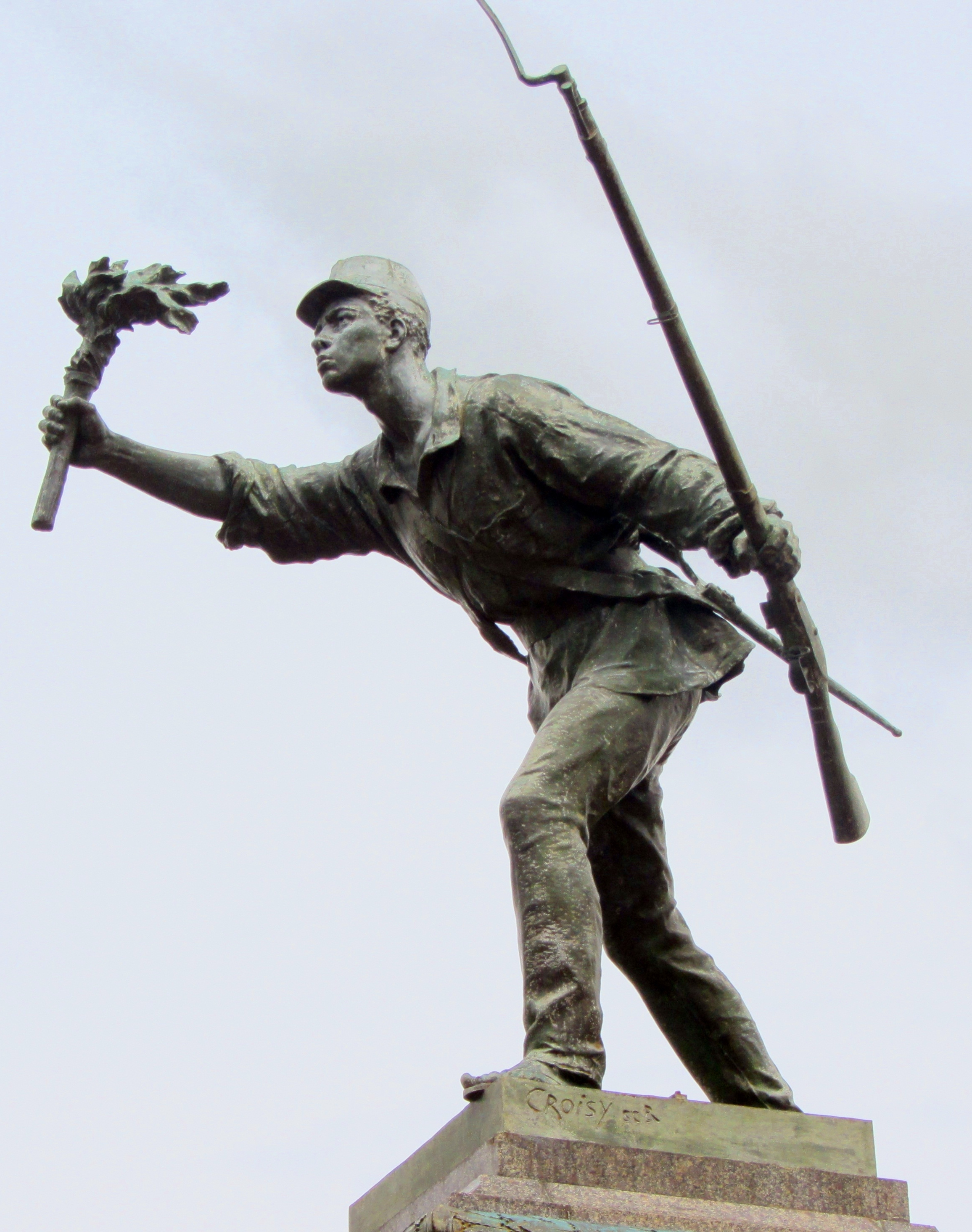
Estatua en honor a Juan Santamaría, escultura del laureado escultor francés Aristide Croisy. Ubicada en Alajuela, su ciudad natal

Referentes de los valores aceptados como propios, el alter ego de la heroicidad del tico. Personas de diferentes condiciones sociales que por sus actos reales, muchos de ellos devenidos en mitos o leyendas, pero que representan una hazaña extraordinaria y digna de elogio e imitación para la cultura costarricense.

### Juan Santamaría
Para muchos costarricenses, Juan Santamaría representa el vivo espíritu nacional en la forma de un joven de cuna humilde, hijo extramatrimonial,  que está dispuesto a dar la vida por la libertad de su pueblo y de su país. 
Se le atribuye la quema del llamado Mesón de Guerra en Rivas, Nicaragua durante la batalla del mismo nombre, el 11 de abril de 1856, en el marco de la Campaña Nacional de 1856-1857 y la Guerra Nacional de Nicaragua. En dicho mesón, se encontraban los filibusteros comandados por el estadounidense William Walker. En ese acto heroico, que contribuyó a que los costarricenses lograsen ganar la batalla, perdió la vida.
En su honor se han erigido múltiples estatuas, nombrado barcos estatales, museos y el principal aeropuerto internacional.

### Juan Rafael Mora Porras

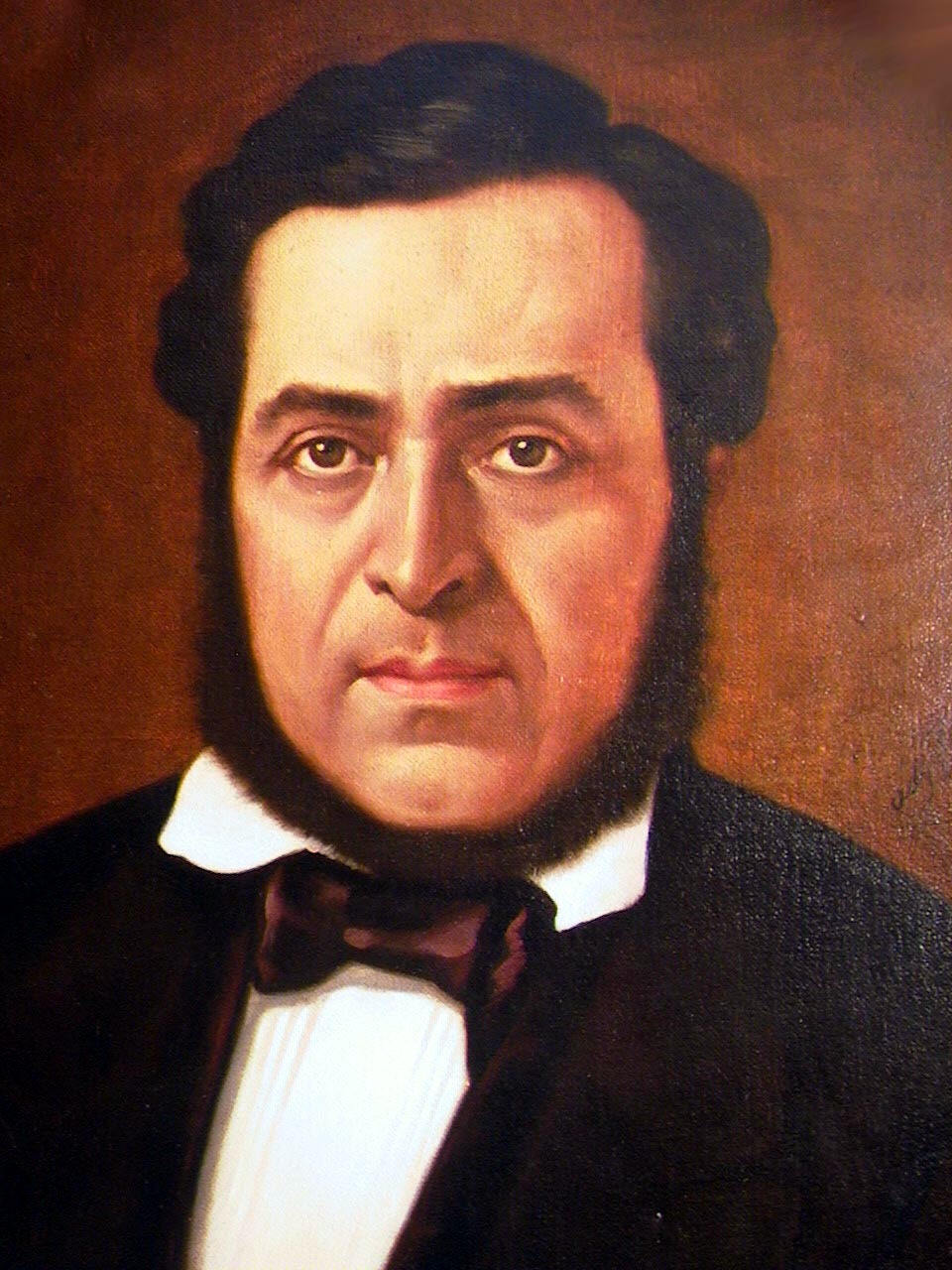
Juan Rafael Mora Porras (1814-1860). Presidente de la República entre 1849 y 1859. Benemérito de la Patria, Héroe y Libertador nacional por su liderazgo en la decisiva Campaña Nacional de 1856-1857. Se le considera una de las figuras más trascendentales de la historia de Costa Rica.

Es un ícono de inteligencia,  probidad, entereza, desprendimiento y lealtad a su pueblo. Fue tres veces presidente de la república,  un acaudalado exportador de café y socio personal del presidente de Estados Unidos de América (USA), que no dudó en perder todas esas ventajas socioeconómicas por enfrentarse a mercenarios apoyados subrepticiamente por el gobierno de USA para hacer de Centroamérica un estado esclavista, y continuar la expansión en toda Latinoamérica, siguiendo la Doctrina del Destino Manifiesto (América para los Americanos).
Se le reconoce especialmente el mérito de haber conducido al país a la victoria sobre los filibusteros encabezados por William Walker, en la Campaña Nacional de 1856-1857. Precisamente por esa campaña, la Asamblea Legislativa de Costa Rica le declaró "héroe y libertador nacional" el 16 de septiembre de 2010.
Posteriormente a haber ganado la guerra contra los filibusteros, teniendo un país sin ejército, armando a campesinos voluntarios con herramientas de trabajo y una imprenta, y habiendo sido acusado por los estadounidenses de usar armas de alta tecnología y de saltarse las normas éticas de guerra, declinó la oferta de Estados Unidos  para ser el dictador de Centroamérica, para lo cual recibiría apoyo ilimitado de armas, dinero y militares.
Es uno de los personajes más reconocidos y más importantes de la identidad heroica del costarricense.

### Francisca "Pancha" Carrasco Jiménez

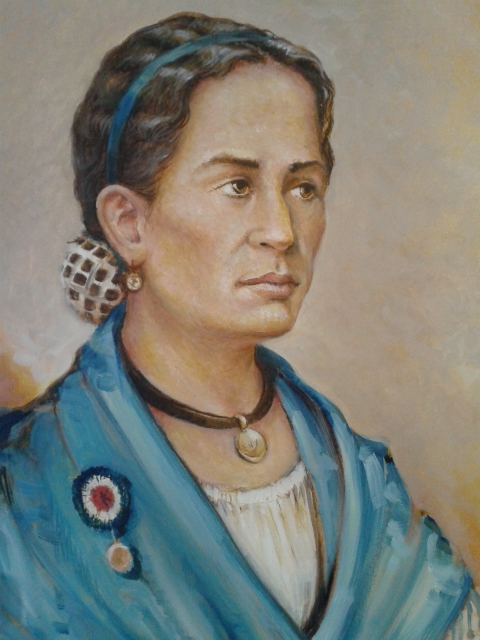
Retrato de Francisca "Pancha" Carrasco" Jiménez (1816-1890). Museo Histórico Cultural Juan Santamaría, en Alajuela (Costa Rica)

Excelsa muestra del papel de la mujer costarricense en la vida práctica como una guerrera de la vida diaria. La vida de Pancha Carrasco fue difícil y dura; sin embargo, enfrentó estas situaciones con actitud valiente, decidida y dispuesta, alcanzando un lugar fundamental en la historia de la defensa de la libertad y la soberanía patria.  Nació en Cartago (Cartago, 1816 - 1890 ―conocida popularmente como Pancha Carrasco― fue una campesina costarricense, heroína por su participación durante la Campaña Nacional de 1856-1857 y en una etapa previa en la gesta popular de 1842 donde hizo frente al poder del salvadoreño Francisco Morazán, montada a caballo y en compañía de varias mujeres, Carrasco instigó al pueblo para que les presentaran batalla.  Al día siguiente de este evento, estalló un movimiento popular que acabó con el gobierno de Morazán que pretendía por las armas unir a Centroamérica.

### Nicolás Aguilar Murillo
Fue pionero en la estrategia de “guerra de guerrillas” en el Combate de La Trinidad, que se efectuó el 22 de diciembre de 1856 y en la Campaña del Tránsito, en 1857, que tenían el objetivo de dominar la ruta del río San Juan. Participó en la toma de los vapores filibusteros Ogden, La Virgen y San Carlos, mientras luchaba en inferioridad numérica contra enemigos física y militarmente superiores.
Nació en Barva, Costa Rica, 1834 — 1898.Fue un agricultor costarricense. Se destacó por su participación en la Campaña Nacional de 1856-1857 contra los filibusteros de William Walker. Fue declarado Héroe Nacional por la Asamblea Legislativa de Costa Rica en 1892.

## Héroes indígenas de Costa Rica
Por su indómita valentía, lealtad, sabiduría y amor a la libertad, muchos pueblos costarricenses tienen apreciadas estatuas de caciques indígenas que poblaron antiguamente esas tierras. Sirven de recordatorio de tales atributos a las nuevas generaciones y de los genes indígenas que han heredado. Algunos de los más notorios por sus hazañas fueron:

### Garabito
Alrededor de su figura se han tejido muchas leyendas en donde se resalta su carácter fiero e indómito. La conquista de Costa Rica por los españoles fue lenta y tardía, y se realizó en distintas etapas, debido principalmente a la dificultad de la topografía, el torrencial clima y la fiera resistencia de los aborígenes.
El cacique Garabito fue el más importante caudillo de la resistencia indígena frente al Alcalde Mayor Juan de Cavallón y Arboleda (1560-1562), y tampoco quiso someterse a la autoridad de Juan Vázquez de Coronado (1562-1565), sucesor de aquel. Garabito es quizá, junto con Pablo Presbere, el más conocido de los reyes indígenas de Costa Rica, principalmente porque fue el que mayor resistencia opuso a la conquista del país por parte de los españoles en el siglo XVI.
En Garcimuñoz, los españoles secuestraron y mantuvieron a la esposa de Garabito prisionera. Enterado el rey indígena de una nueva misión en su contra, decidió atacar la propia Garcimuñoz por sorpresa. Cavallón logró ubicar sus defensas para repeler el ataque, pero en la refriega, Garabito logró liberar a su mujer. Fue engañado y su desaparición significó para los españoles el control del Valle Central Occidental y parte del Pacífico central, sus dominios tradicionales.

### Pablo Presbere
Se le conoció como «el guerrero más temido de Talamanca». El último bastión que evitó esclavizar a los indígenas de Costa Rica y contribuir en grande a la identidad del costarricense hasta la actualidad.
Habría sido un usékar, máximo líder religioso a quien se atribuyen poderes sobrenaturales, no así un guerrero, circunstancia que lo convirtió en líder de una gran rebelión planificada que unificó a los indígenas talamanqueños.
Pablo Presbere (¿1670?—1710) fue un cacique indígena de la comunidad de Suinse, región vinculada más a actividades de carácter mágico que a la guerra, en la zona que hoy se conoce con el nombre de Talamanca, al sureste de Costa Rica. Se le recuerda porque fue el jefe indígena que lideró la insurrección aborigen de Tierra Adentro contra las autoridades españolas el 29 de septiembre de 1709, en el transcurso de la cual fueron asesinados varios frailes y soldados y la mujer de uno de éstos y se incendiaron catorce templos erigidos por los misioneros. En la rebelión lo apoyaron todos los indígenas de Costa Rica desde el Cerro Chirripó hasta la Isla Tojar, en la Bahía del Almirante, Panamá, con excepción de los viceitas, y permitió a los aborígenes recobrar el control del territorio de Talamanca, que se convirtió en zona de refugio durante la época colonial de Costa Rica.
El 1 de julio de 1710 Presbere fue sentenciado a morir arcabuceado, ya que Costa Rica no contaba con verdugo para aplicar la cruel muerte típica de la época colonial llamada «garrote vil», la cual consistía en que al preso se le sentaba en una silla para aplicarle un torniquete en el cuello al cual se le daba vuelta lentamente. Se le atribuyó el cargo de rebeldía al Rey.

## Factores económicos relevantes

### Cultura del café

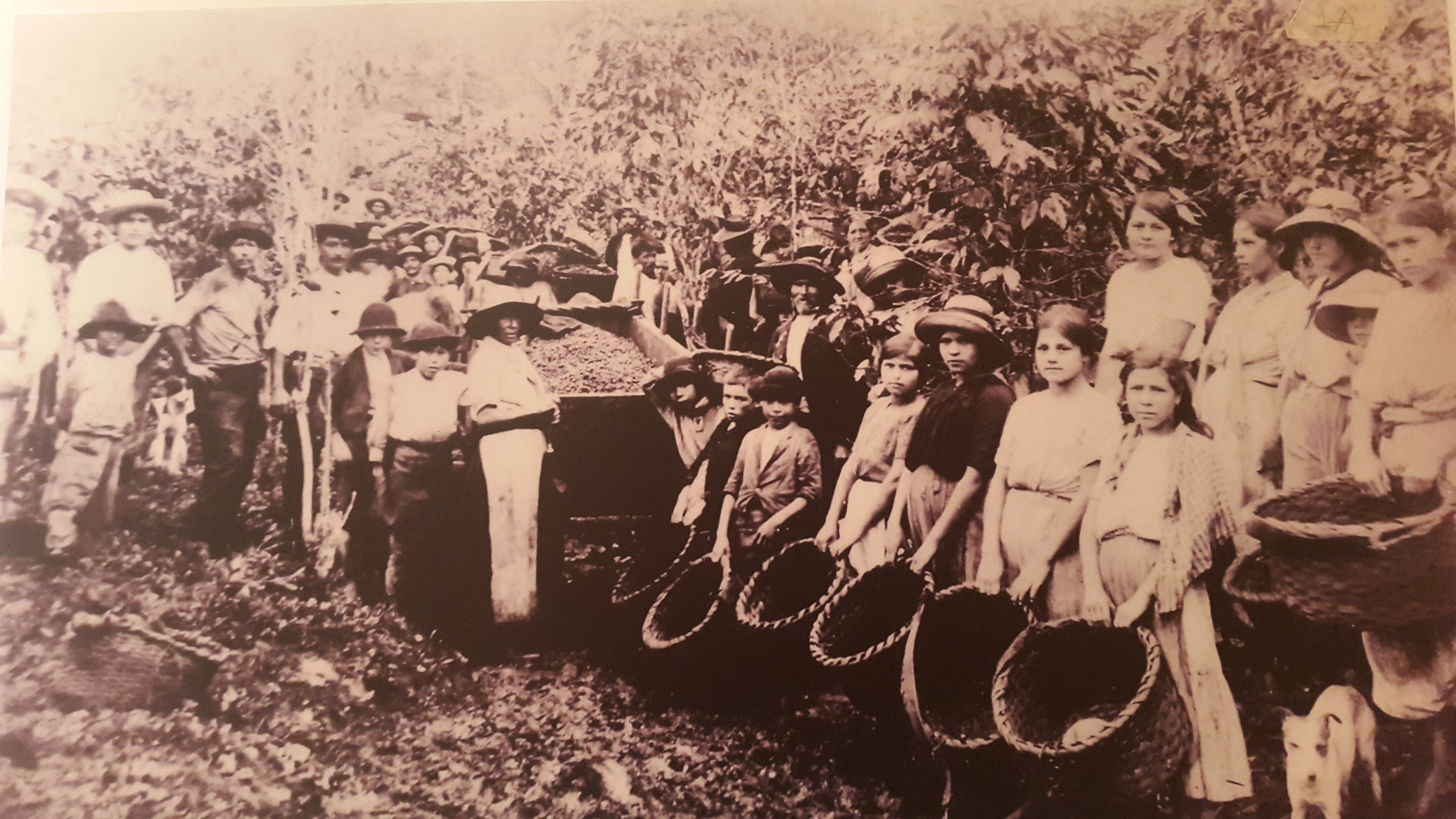
Fotografía de finales del que retrata a los recolectores de café en Costa Rica.

En los años 2012 al 2015 el café de Costa Rica ha obtenido la cotización más cara del mercado y ha renacido y revalorado el arte del cultivo del café, que solo es comparable con la tradición vinícola de Jerez, España o Champaña, Francia.

### Cultura del banano

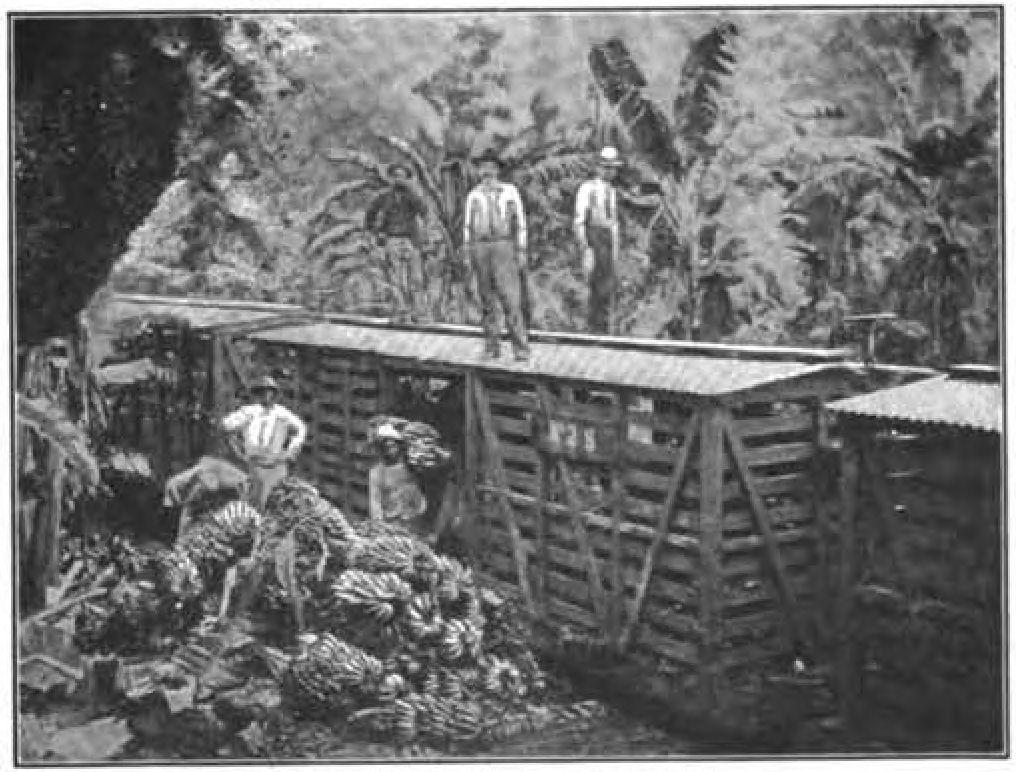
La producción bananera usó mano de obra afrocaribeña.

En oposición al Valle Central, “la zona bananera” se presenta como una tierra exótica donde el dominio de la naturaleza y la injusticia social de la época exige la supervivencia del más fuerte. Con una visión más bien romántica, la "zona" se convirtió en una metáfora, un primer destino para el "sueño americano" de los costarricenses, un limbo sin Dios ni ley, una “tierra de hombres” (se ha calculado que, durante la época del auge bananero, había unos mil hombres por cada diez mujeres)
En el 2016 continúa siendo símbolo de identidad, pero esta vez con la faceta de marca-país, cuando el Diario La República escribe: "...La Unión Europea coloca a la fruta costarricense como el Mejor Banano del mundo, ya que la industria bananera costarricense mantiene un proceso productivo sostenible con el aspecto social y ambiental.", siendo reconocido como el mercado más exigente en el área agroalimenticia.

### Cultura del cacao

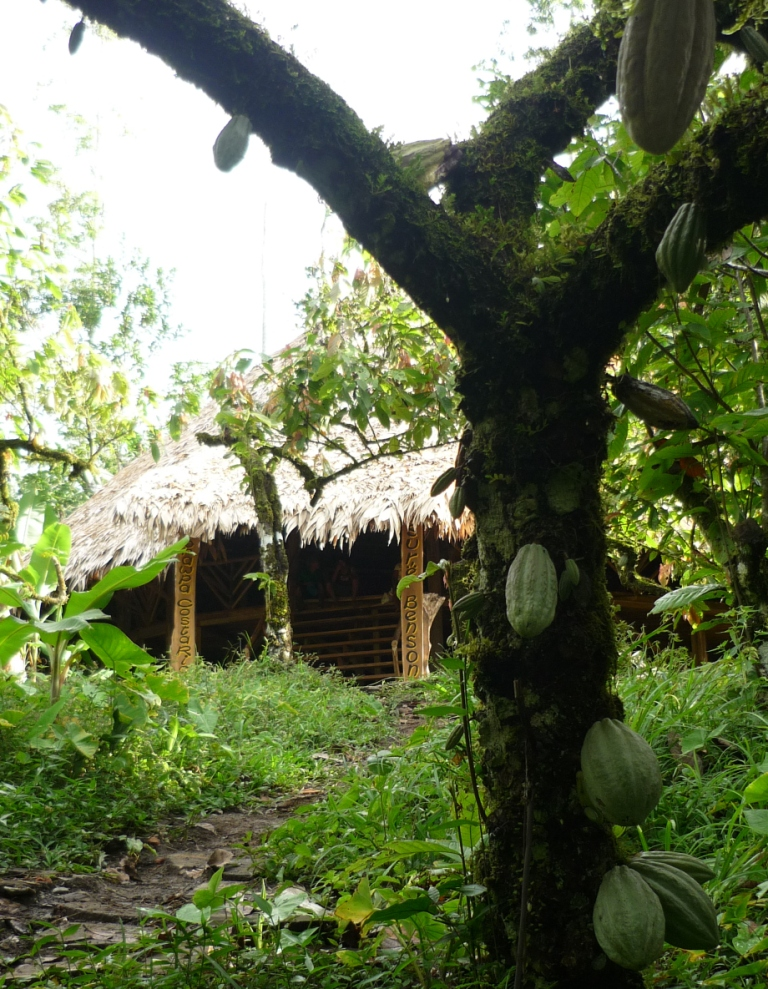
Cacaotal alrededor del Usuré (rancho ceremonial Bribri) en la comunidad indígena de Yorkín, Talamanca, Costa Rica, 2014

Durante milenios, cientos de generaciones han sobrevivido a la sombra del cacaotero, los niños han chupado sus semillas para limpiarlas a escondidas de sus padres, los jóvenes han esperado el sol de cada día para secarlas y allí han encontrado sus parejas, los mayores cuidan todos los detalles y ritos para obtener el primer “grano de oro” de Costa Rica.
Antes de la colonización española y no se sabe desde cuándo, la semilla de cacao era usada por los indígenas como medio de cambio.

### Alta tecnología

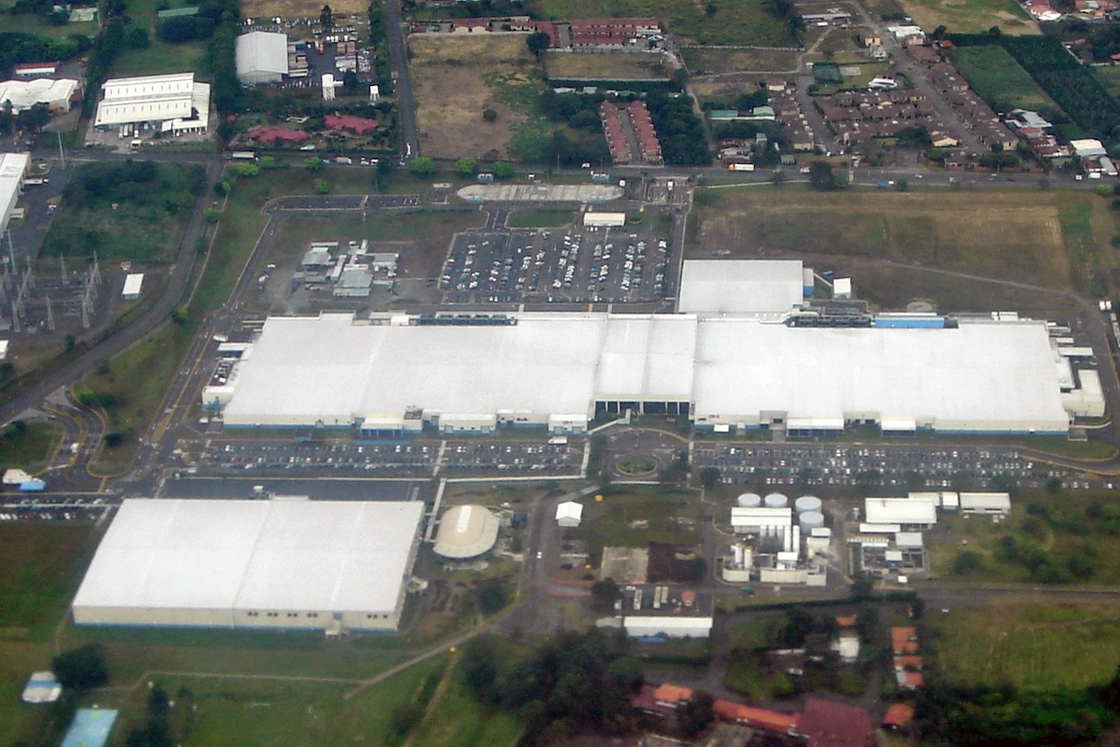
La sede de Intel en Costa Rica fue la responsable del 20% de las exportaciones nacionales y 4,9% del PIB del país, hasta el cierre de la planta de prueba y ensamblaje en 2014. Ahora tiene un Mega Laboratorio, en cambio.

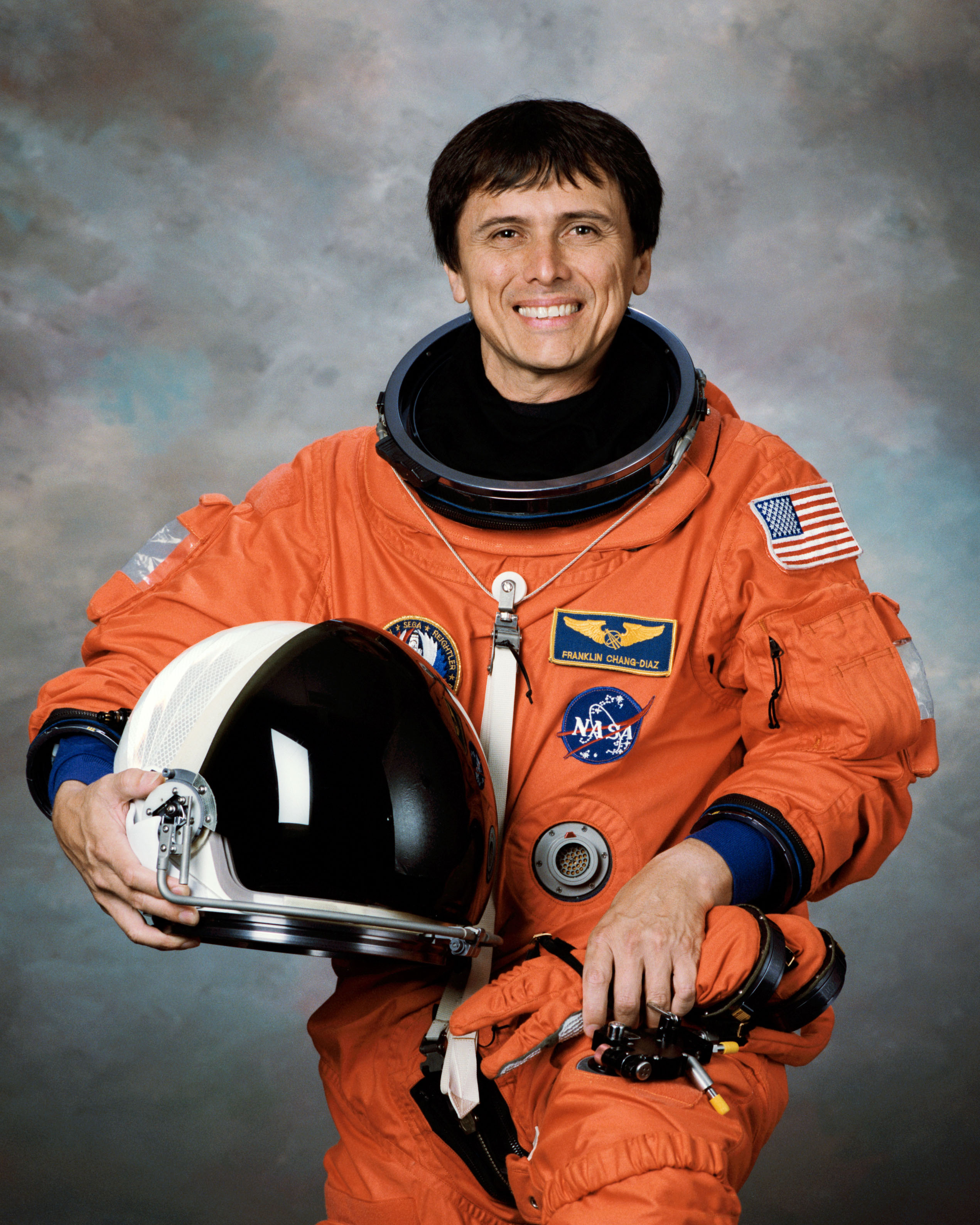
Franklin Chang Díaz

La cultura del tico parece estar asociada a las novedades tecnológicas, considerándose por ejemplo el tener la primera ciudad con iluminación eléctrica después de Nueva York o uno de los primeros países en tener televisión en blanco-negro y luego a color. Y esto se asocia a épocas precolombinas donde dado el carácter de puente ístmico entre dos grandes masas continentales con poderosas culturas, que al igual que en biodiversidad en los conocimientos se encontraban en esta región-puente.
En la etapa de 1994-1998 el presidente José María Figueres Olsen, consiguió establecer en Costa Rica una gran factoría de Intel, llegando posicionarse como la mayor planta de microprocesadores del mundo. Con esto cambió los estándares de fabricación local, no solo en la industria sino en la construcción muchas otras áreas sensibles, elevó la competitividad y propició la llegada de una avalancha de industrias de alta tecnología industrial, de software y en la prestación de servicios globales. Se visibilizó algo que se creía localmente que era un mito: la calidad de la mano de obra tica y con esto el siglo XXI partió con una perspectiva novedosa y un perfil diferenciado. 
Se suma a esta carrera la mítica figura de Franklin Chang Díaz que cursó la enseñanza básica y media en Costa Rica, y gracias a su alto rendimiento académico obtuvo una beca para estudiar ingeniería mecánica en la Universidad de Connecticut en 1973, y posteriormente un doctorado en física aplicada en el MIT en 1977. Ingresó a la NASA en 1980, y fue seleccionado como astronauta en 1981. Estuvo a cargo de diversos proyectos durante cinco años, hasta el día 12 de enero de 1986, cuando vio cumplir su sueño de viajar al espacio, en la misión STS 61-C del Transbordador Columbia que despegó desde el Centro Espacial Kennedy. A partir de aquí se convirtió en el astronauta con siete vuelos espaciales y 1.601 horas en el espacio.
A partir del año 2005, el doctor Chang-Díaz fundó en Costa Rica una subsidiaria de Ad Astra Rocket Company y consiste en un laboratorio construido aproximadamente a 10 km de la ciudad de Liberia, Guanacaste, en el campus de la Universidad Earth, como complemento de otro laboratorio, cuya sede principal está en el NASA Johnson Space Center, 25 millas al sur de la ciudad de Houston. Con el objetivo de construir un aparato altamente flexible para explorar la optimización de una fuente de plasma para la tecnología de propulsión espacial VASIMR.

## Otras historias, leyendas o mitos
En el imaginario colectivo tico se revelan como importantes en su conducta y percepción de su mundo que lindan con el realismo mágico, tanto que una mayoría cree que Costa Rica cuenta con protección divina, pero no solo es una creencia local, el destacado actor y director teatral César Meléndez, en su laureada obra “El Nica” plantea que Dios protege a Costa Rica de huracanes, políticos y otras pestes, ya que cuando el “”meteorológico anuncia que vienen para ese país, los desvía hacia otros.

### La Virgen de los Ángeles

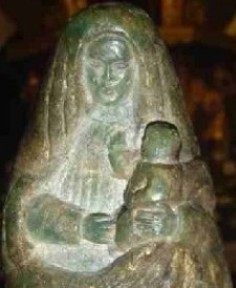
Escultura original en jade (técnica indígena heredada a través del mestizaje), piedra volcánica en la base, y grafito para colorearla

La Virgen de los Ángeles fue declarada patrona de Costa Rica y protectora de las Américas por el Papa Juan Pablo II. En dicho país, además, la devoción a la Virgen de los Ángeles tomó rasgos característicos, mezclándose la tradición cristiana-europea con elementos de la cultura indígena y morena.
Entre el 25 de julio y 2 de agosto de cada año, la plaza de la Basílica, recibe aproximadamente 2.500.000 personas, que en su mayoría hacen la “Romería” a pie. Esto significa que más de la mitad de la población practica esa devoción, y según encuestas de los medios de comunicación más del 60% aseguran haber sido favorecido por milagros de la Virgen como intermediaria de Dios.  Ahora además replican la Romería en varias provincias.
Al lado de la Basílica se encuentra un manantial de agua bendita, los fieles que llegan a la Basílica recogen el agua en botellas con la forma de la virgen, y algunos se lavan partes de su cuerpo o todo el cuerpo para pedir un favor o ser sanados. En la Basílica se encuentra la sala de exvotos, lugar donde los fieles dejan una medallita con la forma de la parte del cuerpo que le sanó la Virgen o un recuerdo del milagro. Son muchos los favores que ha hecho la Virgen y por eso los costarricenses la quieren como su reina y madre.

### Sibú

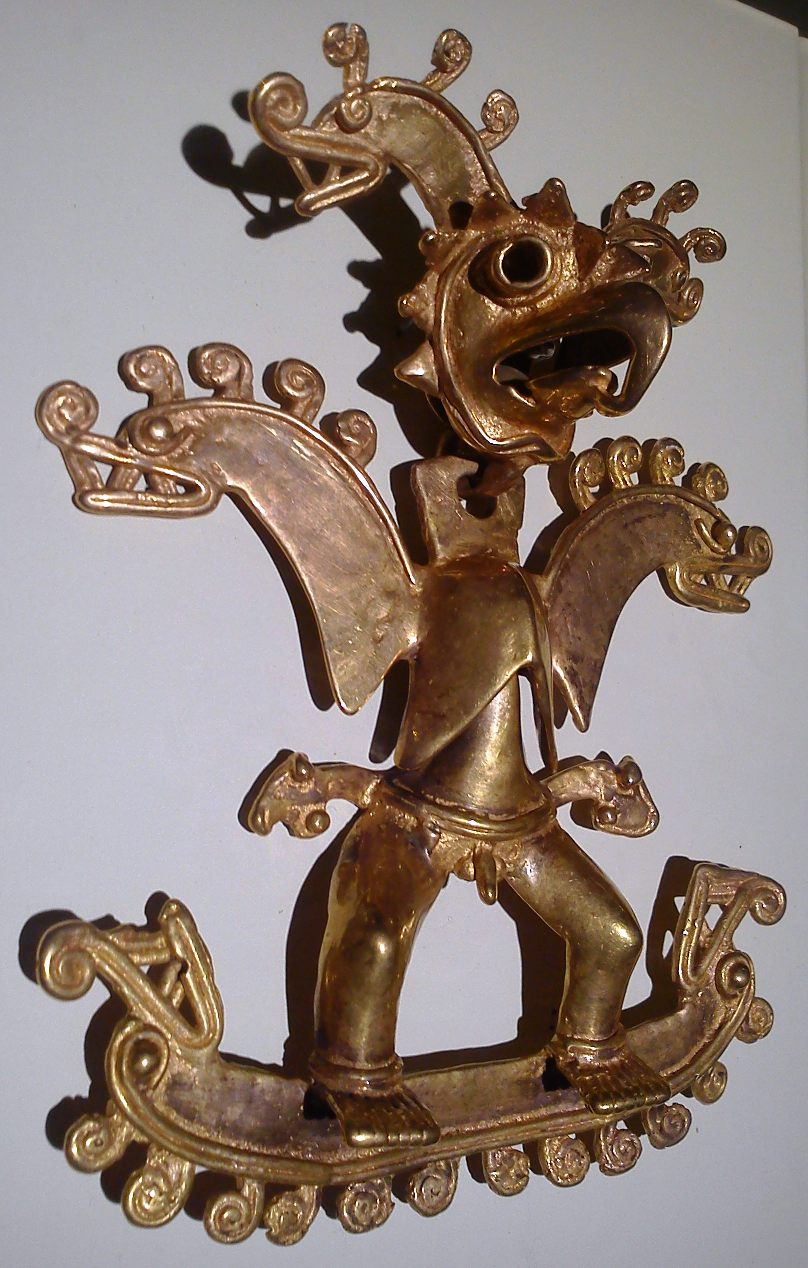
Colgante articulado de oro que representa a Sibú con cabeza de águila. Museo del Oro Precolombino, San José de Costa Rica.

Si bien hubo un sincretismo entre las creencias ancestrales y el cristianismo, su influencia se percibe en la cultura general, aunque pocos sepan su origen. Sibú o Sibö (en bribri, Sibö̀) es, en la mitología talamanqueña, la principal divinidad, pues fue el creador de la tierra y del hombre, dios creador de la sabiduría, valores y costumbres indígenas. Es llamado Sibú por los bribris y cabécares, Sibö por los teribes, y Zipoh por los borucas.
Sibú además es un héroe cultural, que enseñó a los bribris y cabécar qué productos podían comer, cómo sembrar y qué plantas cultivar; estructuró las reglas de su sociedad en cuanto a incesto (kurù), clanes y moral; y dio a los awápa los cantos, el lenguaje ritual, las piedras mágicas o siah y les protege de los espíritus del trueno, el huracán y otros.

### Esferas de piedra de Costa Rica

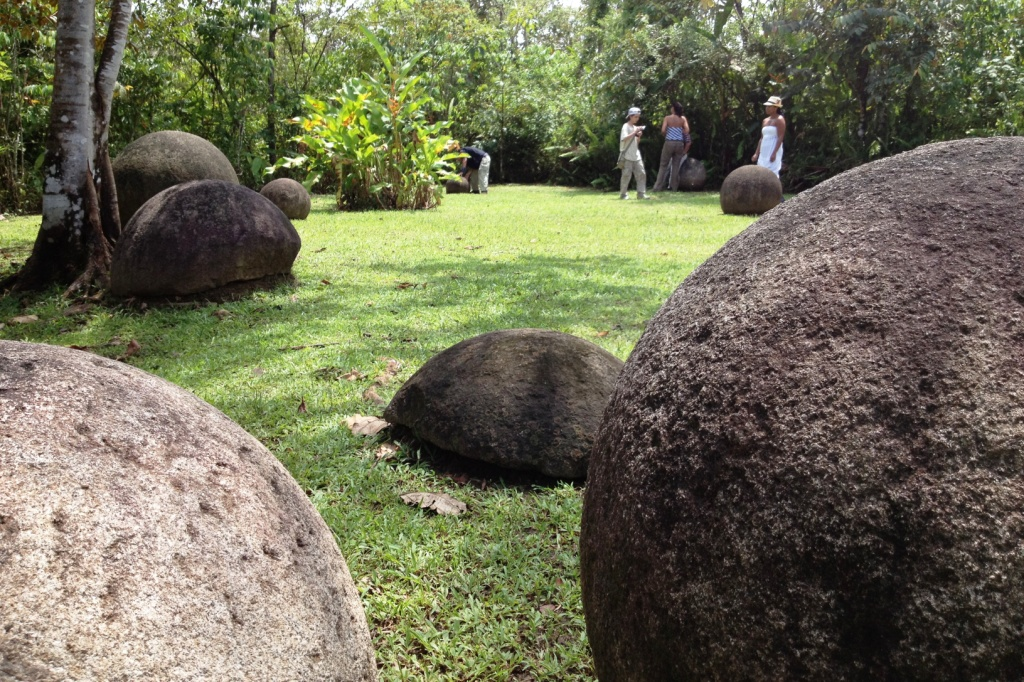
Esferas de piedra de Costa Rica, más de 500 petroesferas de la cultura del Diquís, se desconoce su uso exacto

Las esferas de piedra tienen en Costa Rica un importante arraigo en el inconsciente colectivo siendo un pilar de su identidad cosmogónica y cuentan con una rica mitología ancestral, que han alimentado nuevos mitos universales cultivados por escritores de best sellers como el suizo Erich von Däniken, el escritor español Juan José Benítez, el estonio Ivar Zaap o producciones cinematográficas como Indiana Jones.
La sociedad costarricense es una de las más igualitarias conocidas, considerados como "el país más feliz del mundo", tanto que los ticos suelen decir que son "tan igualiticos como los radios de la esfera".
En la cosmogonía bribri, compartida por cabécares y otras etnias ancestrales de América, las esferas de piedra son «balas de Tara» (Tara o Tlachque es el dios del trueno) que con una inmensa cerbatana las lanzaba a los serkes (dioses de los vientos y los huracanes) para alejarlos de estas tierras.

## Expresiones populares

### Pura vida

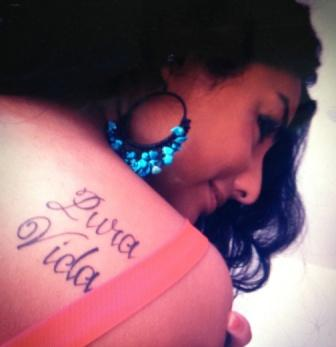
El ¡Pura vida! Se lleva en los genes

"Pura vida" es la frase más reconocible vinculada a los costarricenses y que refleja la forma de vida de Costa Rica. A menudo cuando la gente camina por las calles o en las tiendas saludan diciendo "pura vida". Puede darse como una pregunta o como un reconocimiento de su presencia o ser utilizado tanto como un saludo o despedida. Las guías para turistas suelen decir: “Una respuesta recomendable para "¿Cómo estás?" sería "Pura vida"”. Y usarla es el primer consejo de los asesores de imagen de artistas y otros personajes públicos que visitarán el país para crear empatía con el público costarricense.
El “pura vida” simboliza la simplicidad del buen vivir, el apego a la humildad, el bienestar, la satisfacción, la felicidad, y el optimismo, asociadas al arte de apreciar la apostura en lo sencillo y natural.
Esta frase está íntimamente vinculada a la espontánea y enorme biodiversidad del país, como expresan en la otra frase: “si te quedas parado, te pueden nacer plantas en la cabeza”. Y tiene tal arraigo que programas internacionales de primer orden apoyados oficialmente se suelen denominar como el caso del evento de tecnología y diseño “ TEDx Pura Vida”.

### Ticos

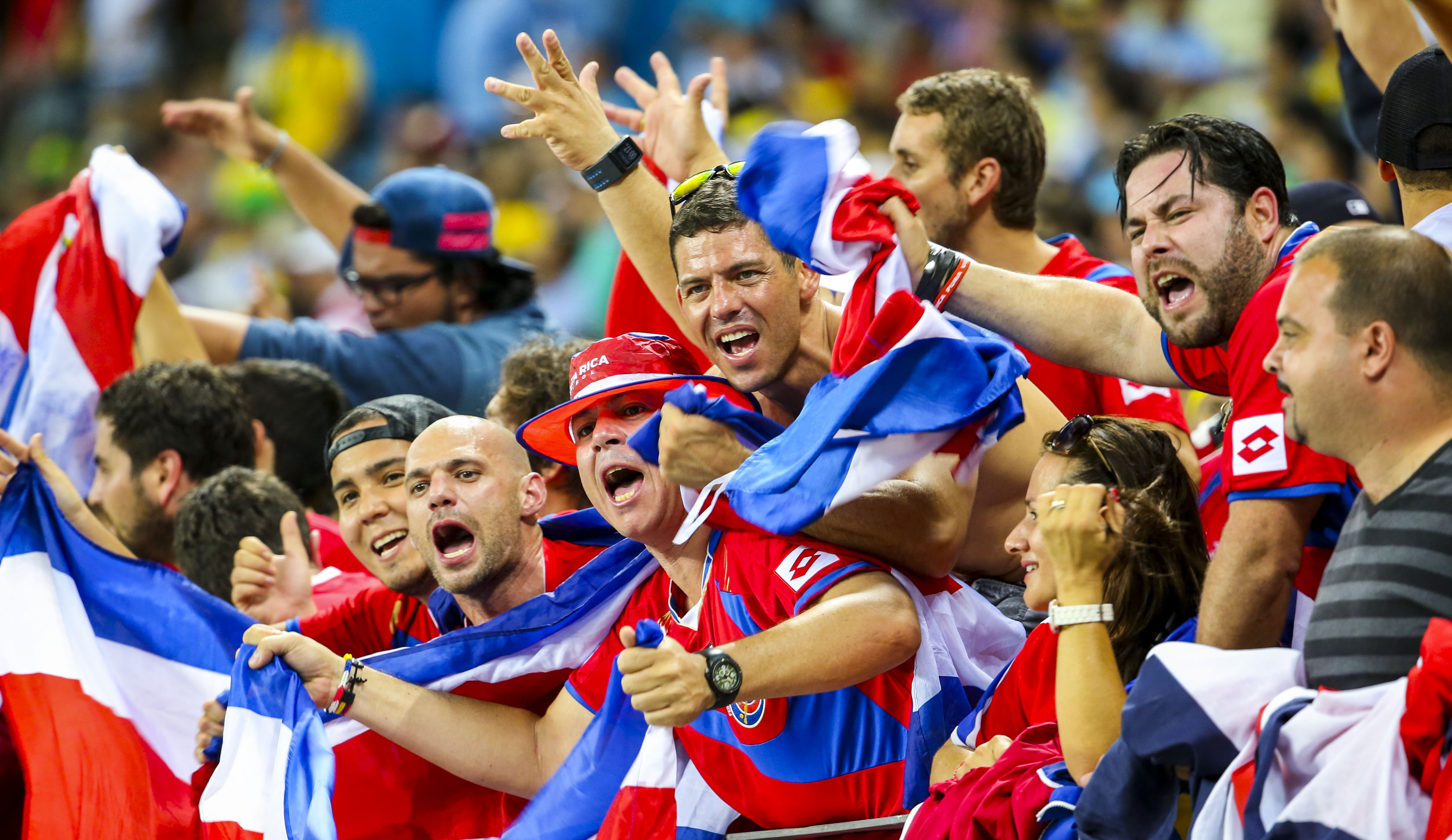
Ticos.

Tico es un gentilicio coloquial sinónimo de costarricense, que los nacionales usan como auto confirmación de sencillez, paz y laboriosidad en frases como “tico de pura cepa” y los extranjeros lo usan para dar a entender que están informados sobre la idiosincrasia tica.
Su origen no se conoce bien, pero se dice que al inicio de los cultivos bananeros (1880) en la Baja Talamanca a las indígenas las llamaban “tisingas” (en referencia a la Ciudad de Ticingal - El Dorado - descrita por Juan Vázquez de Coronado en 1662) y los afro caribeños, venidos a las obras del ferrocarril, en un mal inglés jamaiquino les decían “she are tico” y como eran de notoria baja estatura, otros trasladaron el vocablo a “chirrisquitico” usándolo asociado a todo lo pequeño, y en particular la terminación agregada a otros adjetivos como “chiquitico” o “chocolatico”, por lo que los extranjeros empezaron a llamarles “ticos” a los originarios de la zona.
Otra versión indica que ya durante la Campaña Nacional de 1856-1857, cuando los costarricenses fueron a Nicaragua a derrotar a los filibusteros de EE. UU., que tenían como objetivo hacer de Centroamérica un Estado esclavista, como primer paso para su expansión al resto de Latinoamérica, durante la estadía los costarricenses fueron bautizados "ticos" por los nicaragüenses, ya que era común escucharlos llamarse entre ellos "hermaniticos", asumiéndolo con orgullo por su valentía en la gran gesta.

### Tuanis

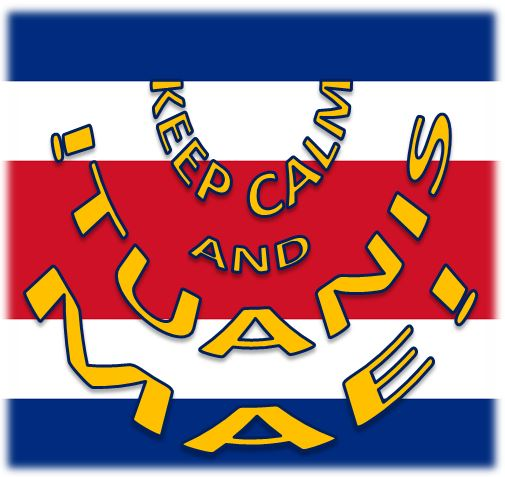
Tuanis mae: expresión popular en Costa Rica

Dicho de una cosa de excelente calidad, según la definición de la Real Academia Española. Pero se extiende a una expresión de optimismo y aprobación, utilizada como catalizador de múltiples acciones y conector comunicacional.
Hay quienes aducen que la palabra “tuanis” viene de una derivación de la expresión en inglés “too nice” (muy bien), pero parece que viene del malespín, un código militar ideado por el general salvadoreño Francisco Malespín, con el cual se cambiaba el sonido de las letras. ‘Tuanis’, por ejemplo, significa ‘bueno’, en este caso se cambió la ‘b’ por la ‘t’; la ‘e’ por la ‘a’ y la ‘o’ por la ‘i’.

### Mae
“Mae” tiene actualmente una connotación de confraternidad, compañerismo, tolerancia, sugerencia de amistad o complicidad y otras acepciones condicionales o contextuales. También como catalizador de múltiples acciones y conector comunicacional.
En Costa Rica se usa para llamar a cualquiera (mujer o hombre entre mujeres y hombres) se utiliza indistintamente "mae": "Esa mae", "Ese mae", "ay mae!!" (= ay hombre!, ay mujer!. En otros contextos coloquiales, también tiene una connotación de "tonto": "No te hagás el maje" (no te hagás el tonto, aunque también suele decirse "qué mae más tonto!

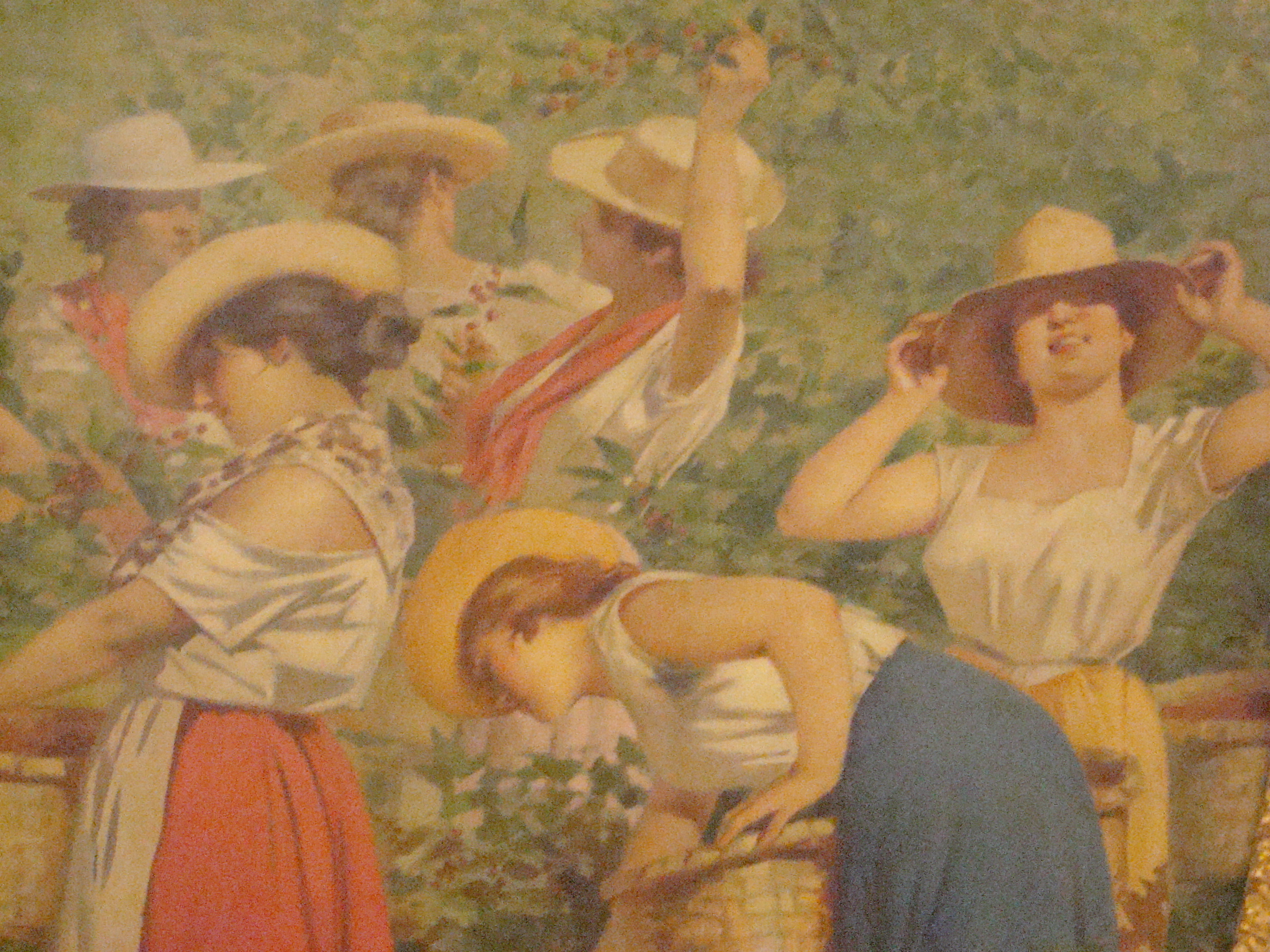
Detalle de Alegoría del café y el banano, en el techo del Teatro Nacional de Costa Rica, representa campesinas ticas laborando

Una versión dice que proviene como derivación de "maje" que posiblemente tenga su origen en "majo" o "maja" traído por los primeros inmigrantes provenientes de España desde la colonia y en ese sentido alude a elegante, guapo, simpático o alegre. (majo > maje > mae)

### En la lucha tenaz, de fecunda labor
Ante la pregunta cotidiana y multiuso de ¿Cómo estás? (o cualquier variante), es común escuchar como respuesta:
-En la lucha tenaz, de fecunda labor

en clara referencia al Himno Nacional de Costa Rica como declaratoria de principios, que comparten, promueven e identifican a los naturales de este país.
Indica también que en la cotidianidad hay un conjunto de valores compartidos y que sintetiza el Himno Nacional. De hecho, tal respuesta es literal el primer verso de la segunda estrofa.